# Cricquebœuf
Cricqueboeuf é uma comuna francesa na região administrativa da Normandia, no departamento Calvados. Estende-se por uma área de 1,84 km². Em 2010 a comuna tinha 286 habitantes (densidade: 155,4 hab./km²).